# Léo Paulista
Leopoldo Roberto Markovsky (São Paulo, 29 de agosto de 1983), conocido como Léo Paulista, es un exfutbolista brasileño que se desempeñaba como delantero.

## Trayectoria

### Clubes
| Club             | País          | Año         |
| ---------------- | ------------- | ----------- |
| Palmeiras        | Brasil        | 2000 - 2002 |
| Yokohama Marinos | Japón         | 2002 - 2003 |
| Londrina         | Brasil        | 2004 - 2005 |
| Palmeiras        | Brasil        | 2005 - 2007 |
| Juventus         | Brasil        | 2007        |
| CRB Maceió       | Brasil        | 2007 - 2008 |
| Bragantino       | Brasil        | 2008        |
| Górnik Zabrze    | Polonia       | 2008 -2009  |
| Daegu FC         | Corea del Sur | 2009 - 2010 |
| Volta Redonda    | Brasil        | 2011 - 2012 |
| Étoile du Sahel  | Túnez         | 2012        |
| CRB Maceió       | Brasil        | 2013        |
| Pattaya United   | Tailandia     | 2014        |
| Pelotas          | Brasil        | 2015        |
| Liga de Loja     | Ecuador       | 2016        |